# Estadio Universidad Latina
El Estadio Universidad Latina; (conocido popularmente como El Nido del Fénix y en sus inicios como Estadio Universitario), es un estadio de fútbol ubicado en la ciudad de Penonomé, Coclé. Es el estadio del Club Deportivo Universitario de la LPF. El estadio abrió durante la temporada 2021 de la Liga Panameña de Fútbol, el 27 de febrero de 2021, con un partido contra el San Francisco FC. El estadio cuenta con una capacidad de 4,700 Asientos, aumentado en 2024. Se encuentra ubicado en el campus de la sede regional de Coclé de la Universidad Latina de Panamá.
Su primer partido oficial se dio el 27 de febrero de 2021, entre Club Deportivo Universitario 3 - 2 San Francisco FC por la jornada 2 del Torneo Apertura 2021. El primer gol lo anotó Isidoro Hinestroza por la visita, seguido de Jhamal Rodríguez y por los locales el primer gol cayó de tiro libre por parte de Jair Catuy, quien lograría un doblete.

## Historia

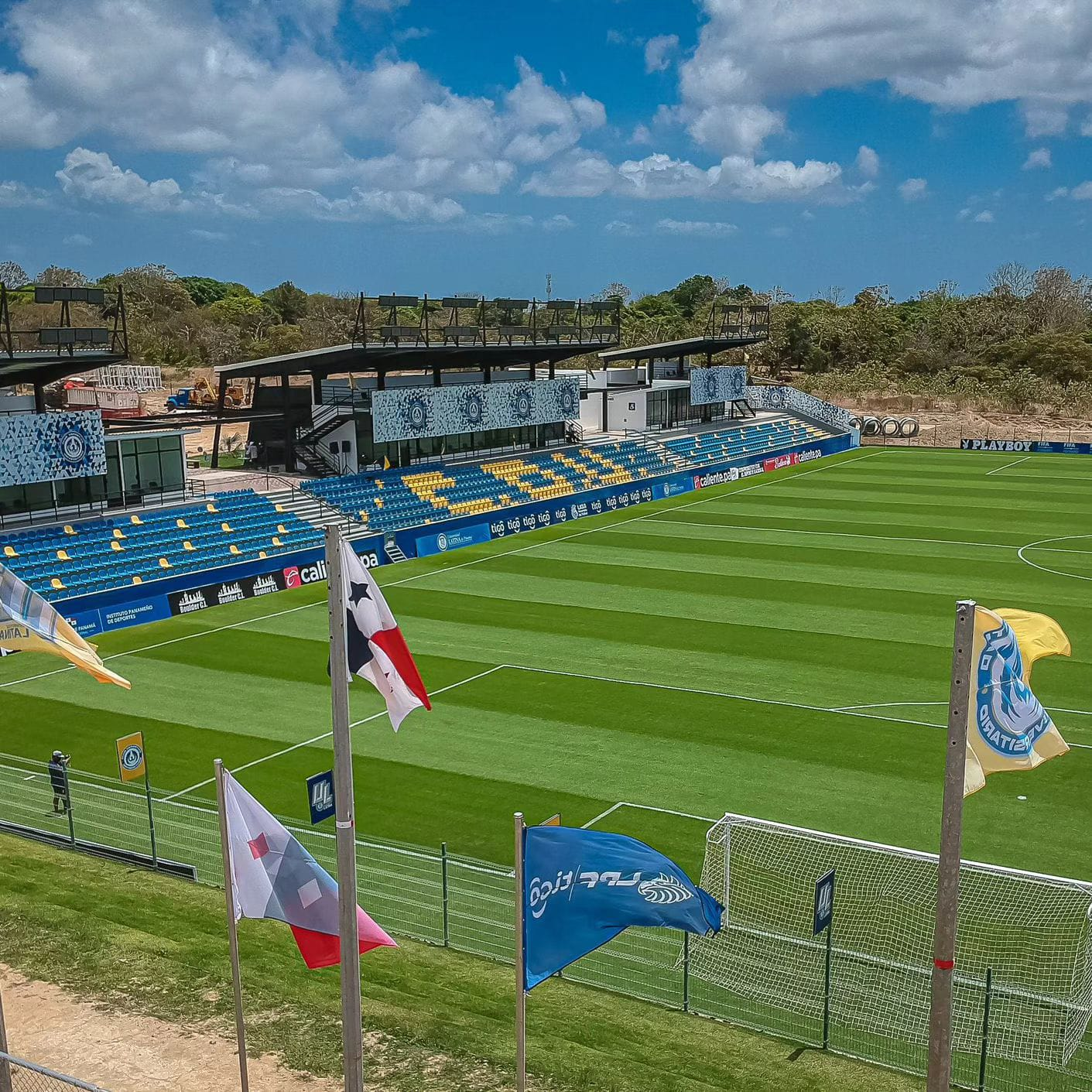
Estadio Universidad Latina de Penonomé

El Estadio Universidad Latina inició su construcción en el mes de julio del 2018, se tenía contemplado su apertura desde un inicio para el mes de enero del 2019, pero se tuvo que postergar la misma debido a retrasos en su construcción; su inauguración se dio el 27 de febrero de 2021, el estadio es propiedad de la Universidad Latina de Panamá mayor accionista del C. D. Universitario. Es por ello que está construido dentro de los terrenos de la sede regional de Coclé de la universidad. Su capacidad inicial fue de 3,500 espectadores, aumentada posteriormente en 2024 a 4,700 personas. 

#### Evolución del Aforo
| Fecha                   | Capacidad | Remodelación             | Especificaciones |
| ----------------------- | --------- | ------------------------ | --- |
| 27 de febrero de 2021   | 3 000     | Inauguración del estadio | Totalidad de los aficionados con asiento. En las graderías Norte (gradería de cemento), Oeste y Este (Última en ser finalizada).         |
| 20 de noviembre de 2024 | 4 700     | Culminación del estadio  | Culminación de la gradería Este y palcos. Colocación de Bleachers en la Zona Sur del estadio. Totalidad de los aficionados con asientos. |

### Copa Mundial Femenina Sub-20
El Estadio Universitario fue tomado en un inicio como una de las posibles sedes de la Copa Mundial Femenina de Fútbol Sub-20 de 2021 (Costa Rica - Panamá), el cual estaba programado inicialmente para disputarse durante el segundo semestre del 2020. Al final por lo costoso de las adecuaciones que habían que realizarle al estadio solicitadas por la FIFA y por la falta de tiempo para su culminación, se decidió dar de baja la sede por parte de la Federación Panameña de Fútbol y quedar solamente con el Estadio Rommel Fernández Gutiérrez. Meses más tardes Panamá declinó como sede.

### Selección Mayor de Fútbol
La Selección de fútbol de Panamá, bajo la dirección de Thomas Christiansen fue el primer equipo en utilizar el estadio para un entrenamiento oficial, dentro de la burbuja que realizaba de cuarenta (40) días en la provincia de Coclé. Anteriormente el Club Universitario había pisado la cancha, pero la misma se mantenía sin ser marcada. El 10 de junio de 2023 se disputó el primer partido internacional contra Nicaragua.

### Liga Concacaf
El 16 de agosto de 2022 fue sede del partido entre Sporting San Miguelito y Tauro FC por la ida de los octavos de finsl de la Liga Concacaf 2022. El encuentro finalizó 0-1 a favor del Tauro, con gol de Ernesto Sinclair al minuto 82. 

### Liga de Campeones de la Concacaf
El 21 de febrero de 2024, se celebró el partido entre el New England Revolution y el Club Atlético Independiente de La Chorrera en el partido de ida de la primera ronda de la Copa de Campeones de la Concacaf (Concachampions), al minuto 54 del segundo tiempo mediante un centro de Nacho Gil, cabecea Giacomo Vrioni y de primera intención le pegó el argentino Tomás Chancalay por encima del portero del CAI Eddie Roberts, para poner el 0-1 y dar la victoria del club estadounidense sobre el onceno chorrerano.

### Selección Femenina
La Selección femenina de fútbol de Panamá se enfrentó a la Selección femenina de fútbol de Guatemala, el domingo 24 de septiembre de 2023, en el Estadio Universidad Latina en Penonomé, provincia de Coclé, en un juego clasificatorio para la Copa de Oro Femenina. El resultado quedó 3 a 2 a favor del elenco chapín.
El día 16 de febrero de 2024, la selección femenina panameña venció 2-0 a la Selección femenina de fútbol de Paraguay en el Estadio Universidad Latina en un encuentro amistoso de cara a la participación a la Copa Oro Femenina de la Concacaf de 2024 de ambas selecciones. Los goles fueron anotados por Kenia Rangel a los 15 minutos del partido y al 60 Hilary Jaén. 

### Datos históricos
- Primer gol: Lo anotó Isidoro Hinestroza del San Francisco FC.
- Primer gol local: Lo anotó Jair Catuy.
- Primer gol de penal: Lo anotó Jhamal Rodríguez del San Francisco FC.
- Primer marcador final: Su primer partido finalizó con victoria del CD Universitario 3 - 2 San Francisco FC el 27 de febrero de 2021.
- Observaciones: Su primer partido se realizó sin aficionados en las gradas, debido a la pandemia por Covid-19.

## Partidos internacionales

### Liga Concacaf de 2022
| Octavos de final (ida); 16 de agosto de 2022 | Sporting SM | 0:1 (0:0) | Tauro           |                         |                         |
|                                              |             |           | E. Sinclair 82' | Árbitro(s): David Gómez | Árbitro(s): David Gómez |

| Octavos de final (vuelta); 23 de agosto de 2022 | Tauro      | 1:1 (0:1) | Sporting SM        |                           |                           |
|                                                 | Gudiño 78' |           | Negrete 32' (a.g.) | Árbitro(s): Steffon Dewar | Árbitro(s): Steffon Dewar |

| Octavos de final (vuelta); 25 de agosto de 2022 | Alianza      | 1:1 (0:1) | Alajuelense     |                         |                         |
|                                                 | Alvarado 68' |           | Cano 37' (a.g.) | Árbitro(s): Drew Fisher | Árbitro(s): Drew Fisher |

| Cuartos de final (vuelta); 14 de septiembre de 2022 | Tauro                                                 | 0:0 (4:5 p.)               | Motagua                                       |                         |  |
|                                                     |                                                       |                            |                                               | Árbitro(s): José Torres |  |
|                                                     |                                                       | Tiros desde el punto penal |                                               |                         |  |
|                                                     | - Aguilar - Gutiérrez - Botello - Camargo - Rodríguez |                            | - Moreira - Tejeda - Decas - Santos - Moncada |                         |  |

### Selección Panameña
La selección panameña disputó su primer partido en este estadio en Penonomé el 10 de junio de 2023 frente a la selección de Nicaragua en partido amistoso. 
| Amistoso; 10 de junio de 2023 | Panamá                           | 3:2 (0:1) | Nicaragua                      |                                                        |                                                        |
|                               | M. Murillo 55, 81' R. Miller 84' |           | W. Talavera 44' O. Acevedo 62' | Asistencia: 3,500 espectadores Árbitro(s): David Gómez | Asistencia: 3,500 espectadores Árbitro(s): David Gómez |

| Liga de Naciones; 7 de septiembre de 2023 | Panamá | 3:0 (1:0) | Martinica |               |  |
|                                           |        |           |           | Árbitro(s): D |  |

### Selección Panameña Femenina
La selección panameña disputó su primer partido en este estadio en Penonomé el 10 de junio de 2023 frente a la selección de Nicaragua en partido amistoso. 
| Clasificación Copa Oro Femenina; 24 de septiembre de 2024 | Panamá                    | 2:3 (2:1) | Guatemala                          |                              |                              |
|                                                           | Castillo 38' · Tanner 40' | Reporte   | 17' Monterroso · 67', 90' Martínez | Árbitro(s): Francia González | Árbitro(s): Francia González |

| Amistoso; 16 de febrero de 2024 | Panamá | 2:0 (1:0) | Paraguay |             |  |
|                                 |        |           |          | Árbitro(s): |  |